# Avril 1913

## Événements
- Proche-Orient : répression politique des activités des comités autonomistes par les Jeunes-turcs : les chefs du Comité des réformes de Beyrouth sont arrêtés et l’organisation est interdite.

- 1er avril : lancement du magazine mensuel français de vulgarisation scientifique Science & Vie.
- 2 avril, Paris : inauguration du théâtre des Champs-Élysées.
- 3 et 13 avril : violation de l'espace aérien français par l'armée allemande. Tensions entre les deux pays (voir l'Action française du 4 avril 1913).
- 8 avril : 
  - ouverture du premier parlement chinois à Pékin. Le Guomindang entame une opposition forcenée qui empêche tout travail parlementaire;
  - en tournée en Asie avec Marc Pourpe, le pilote français Verminck se tue au cours d'une démonstration à Saïgon.
- 14 avril : 
  - José Bordas Valdés devient présidents de la République dominicaine.
    - Rébellion contre le président José Bordas Valdés en République dominicaine. Les États-Unis interviennent comme médiateurs et obtiennent la cessation des hostilités contre l’organisation d’élections pour une Assemblée constituante. Celles-ci sont remportées par l’opposition, mais l’élection présidentielle de 1914 est gagnée par le candidat officiel, Juan Isidro Jimenes Pereyra.

  - Le parti ouvrier belge déclenche une vaste grève générale pour protester contre le refus de la Chambre d’adopter le suffrage universel.
- 16 avril :
  - le docteur Albert Schweitzer arrive à Lambaréné au Gabon où il installe son hôpital[1] ;
  - Maurice Prévost remporte sur un Deperdussin la première édition de la Coupe d'aviation maritime Jacques Schneider, compétition française mise en place afin de soutenir la recherche sur la vitesse des aéroplanes. Il s'agit de courses dont on additionne les temps.
- 17 avril : élection générale albertaine de 1913. Arthur Lewis Sifton est réélu premier ministre.

## Naissances
- 4 avril : Jules Léger, gouverneur général († 22 novembre 1980).
- 6 avril : Muhtar Başoğlu, herpétologiste turc († 21 février 1981).
- 8 avril : Sourou Migan Apithy, homme politique béninois († 3 décembre 1989).
- 20 avril : Irène Joachim, soprano française († 20 avril 2001).
- 27 avril : Joseph-Jean Merlot, homme politique belge († 22 janvier 1969).

## Décès
- 18 avril : Jean Besselère, religieux catholique, journaliste et historien local français.
- 19 avril : Paul Janson, homme politique belge, ministre d'État, grand-père de Paul-Henri Spaak (° 11 avril 1840).
- 21 avril : Alphonse Moutte, peintre français (° 4 mars 1840).
- 23 avril : Richard William Scott, maire d'Ottawa.